# Fischwehr (Île de Ré)

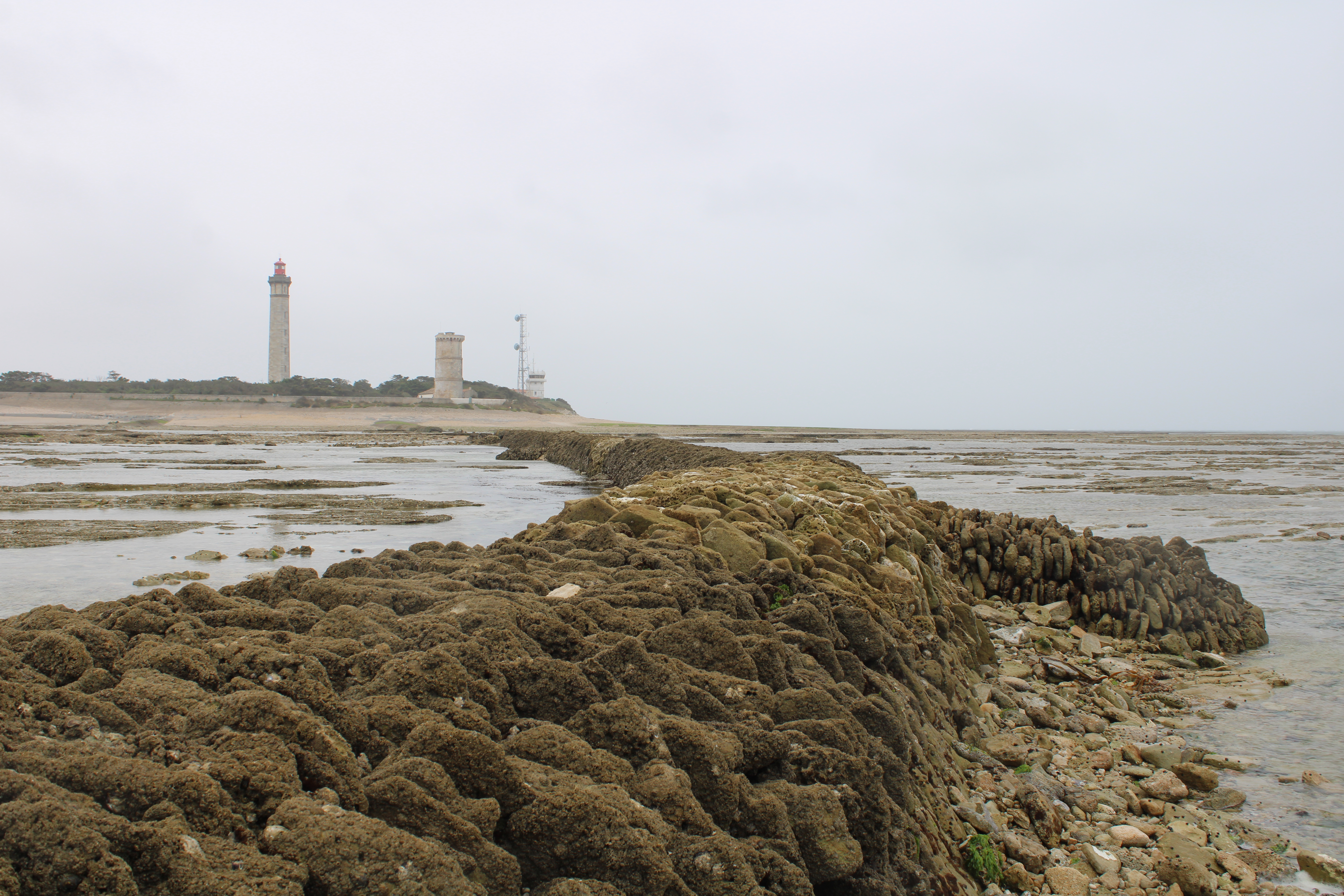
Île de Ré – Fischwehr vor den Leuchttürmen bei Saint-Clement-des-Baleines

Die Fischwehre der Île de Ré (französisch: Écluses à Poissons de l’Ile de Ré) sind Anlagen zum Fang von Fischen ohne Angelrute, Boot oder Netz. Sie nutzen die Gezeiten und bestehen aus Steinmauern ohne Mörtel. Auf der Île de Ré gibt es noch 14 aktive Anlagen.

## Beschaffenheit
Bereits im Mittelalter baute man Fischwehre an geeigneten Plätzen am Meer. An einem verhältnismäßig flachen Strandstück – das aber über eine nennenswerte Tide verfügen muss – errichtet man einen Wall aus Feldsteinen. Der Wall hat jeweils eine Länge von mehreren hundert Metern, ist zum Strand offen und zur Meerseite geschlossen. Der Wall muss niedrig genug sein, damit die Fische, bei Flut über den Rand in den Bereich der Fischfanganlage gelangen. Er muss gleichzeitig hoch genug sein, um zu verhindern, dass die Fische bei Ebbe den Weg ins Meer finden, während das Wasser durch die Durchlässe zwischen den Steinen abfließt. Wenn der Strand trockengefallen ist, wird die Beute eingesammelt.
Fischwehre gab es vor allem an der europäischen Atlantikküste, insbesondere in Frankreich auf den Atlantikinseln Île d’Oléron, Île de Ré und Île de Noirmoutier. Da die Versorgung über das Festland aufwändig war, musste sich die Inselbevölkerung unabhängig versorgen können. Das Fischen in den Wehren war produktiv, jedoch teuer. Nach alten Überlieferungen waren Anteile an einer Schleuse ein bis zwei Kühe wert. In einer Marine-Verordnung von 1681 wurden Regeln für den Wehrbau definiert. Diese Regeln hielten sich über Jahrhunderte. Auf den Inseln Île de Noirmoutier, Aix, Île-de-Ré und Île d'Oléron gab es ab 1867 Gesetze über die Zulässigkeit von Fischwehren. Dabei musste der Erhalt der Fischpopulation gesichert sein. Die Schifffahrt durfte durch die Konstruktionen nicht gefährdet werden. Für Rettungsaktionen war der Zugang zum Strand frei zu halten. Zugleich waren die Fischwehre ein Mittel des Küstenschutzes. Sie wirkten der Küstenerosion entgegen. Im November 1947 verbot man den Neubau von Schleusen zu Gunsten des Austernanbaus und des Tourismus. Seither ging die Anzahl stetig zurück. Heute bestehen Verbände, die die letzten Fischwehre erhalten.

## Konstruktion
Jeder Wall wird auf überlieferte Art ohne Mörtel geschichtet. Im Querschnitt entsteht eine äußere Schicht aus flachen Steinen, die über innen liegenden runderen Steinen verklemmt werden. Im Laufe der Zeit erhöht sich die Festigkeit der Konstruktion durch Ablagerungen und Muscheln auf dem Steinen. Die Höhe eines Walles in Ufernähe beginnt bei ca. 30 cm und erreicht auf der Meerseite bis zu 1.50 – 2 Meter. In die Konstruktionen werden über dem Meeresboden Öffnungen eingearbeitet, die mit Gittern verschlossen werden. Die Gitter sorgen dafür, das kleine Fische mit der Ebbe aus dem Becken entweichen können. In früheren Jahrhunderten nutze man statt Gitterkonstruktionen auch Stroh zum Verschließen der Öffnungen.

Konstruktionsdetails: Moufette de Saint-Clément-des-Baleines
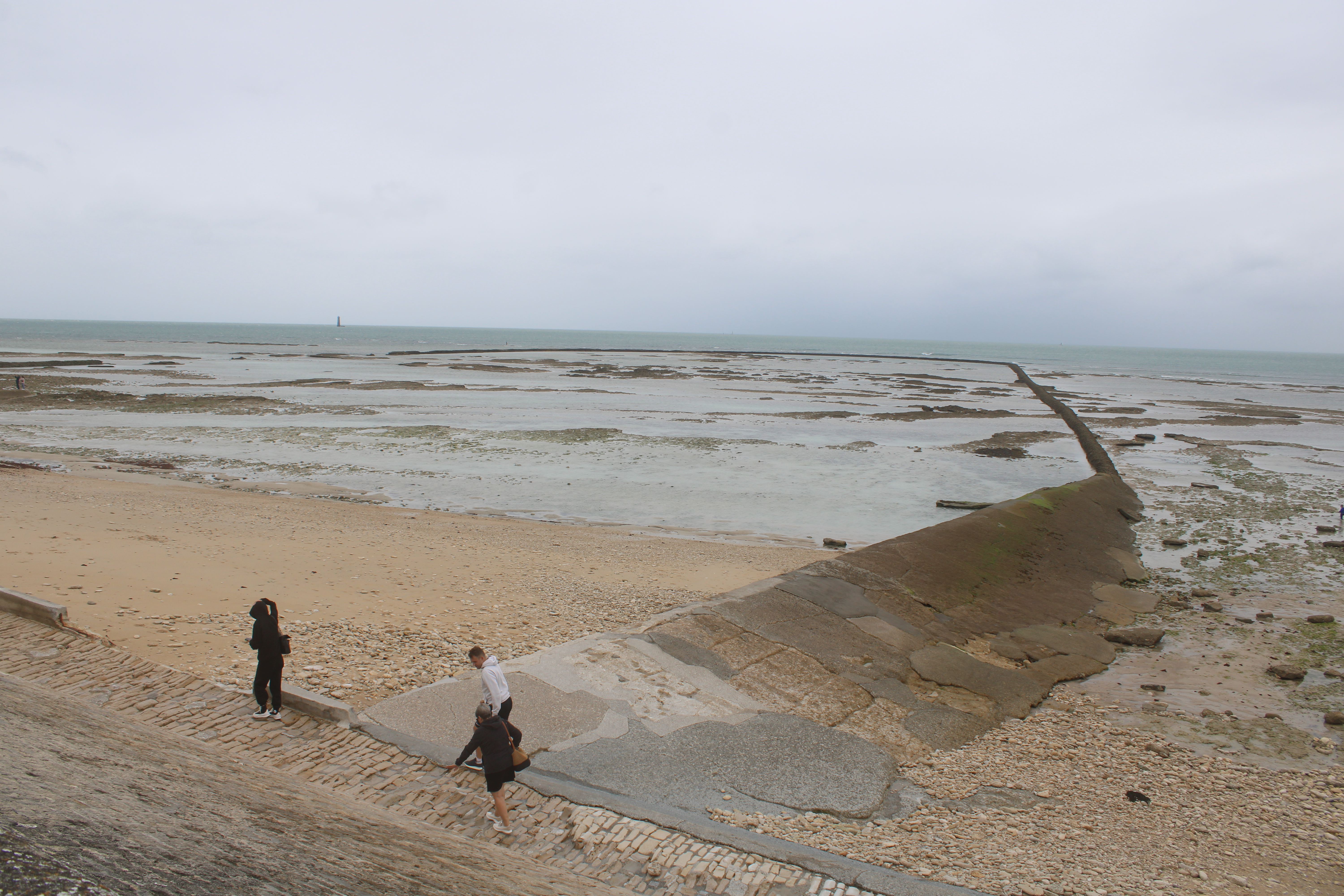
Strandseite
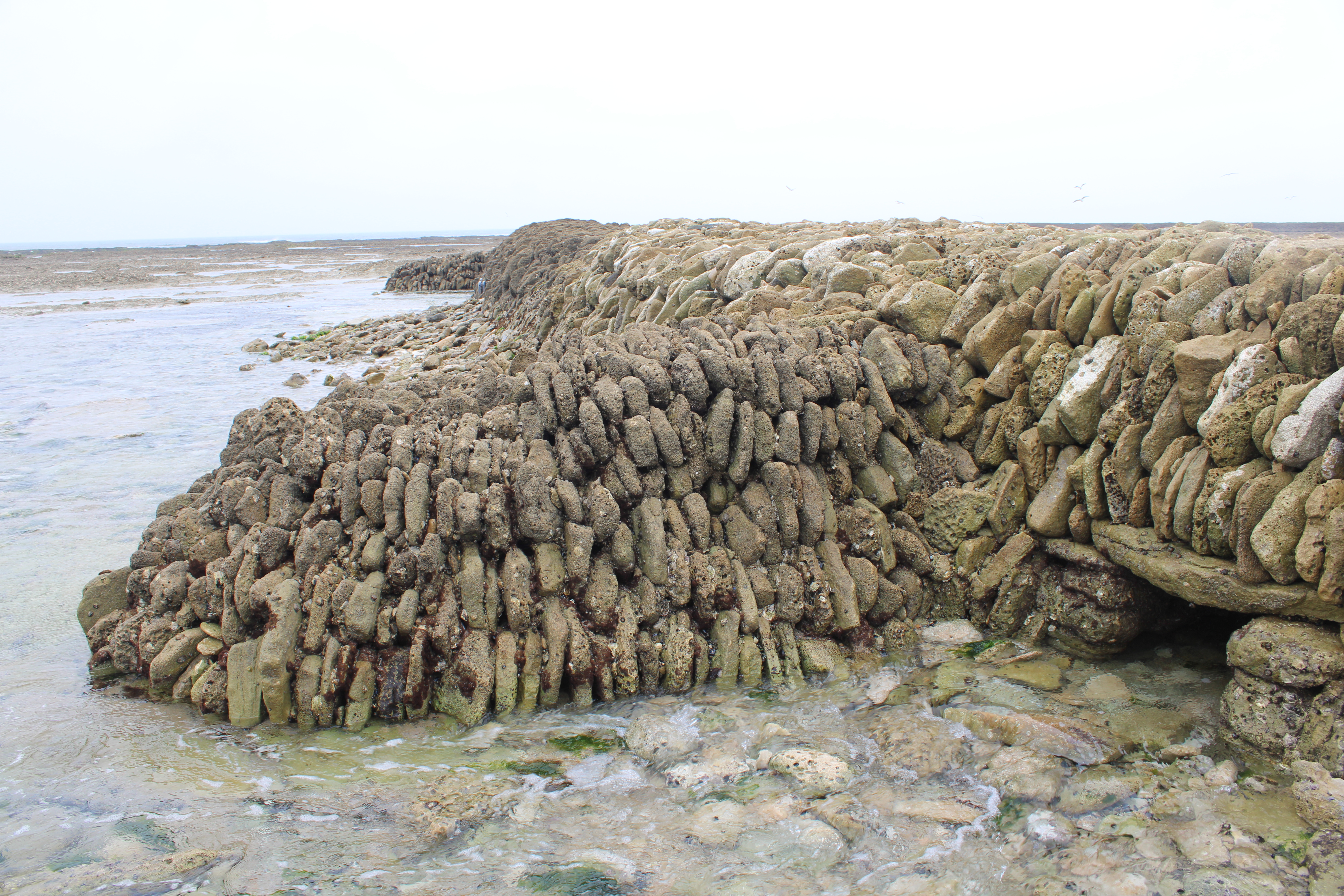
Verstärkung neben einem Wasserdurchlass
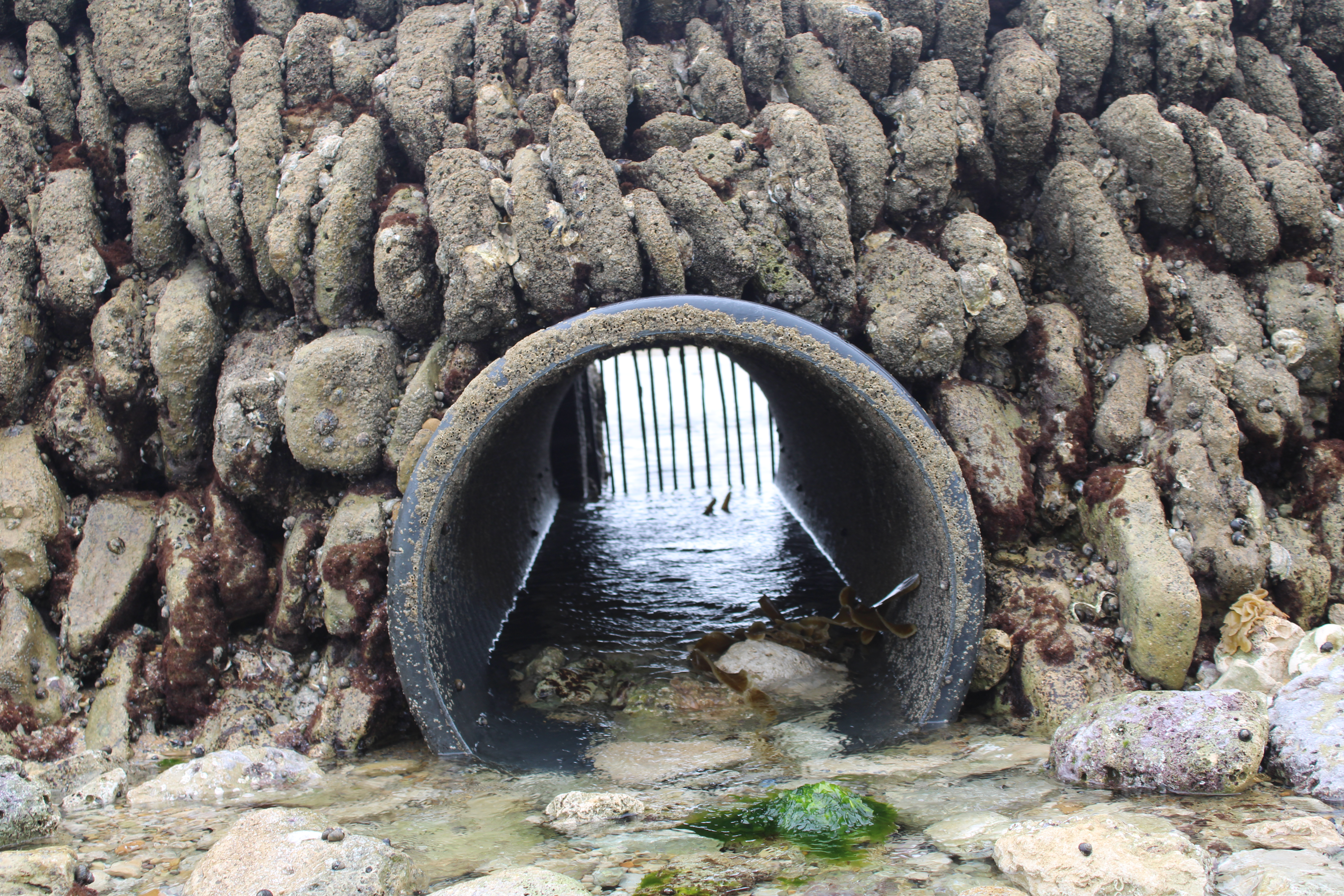
Durchlass für das Meerwasser
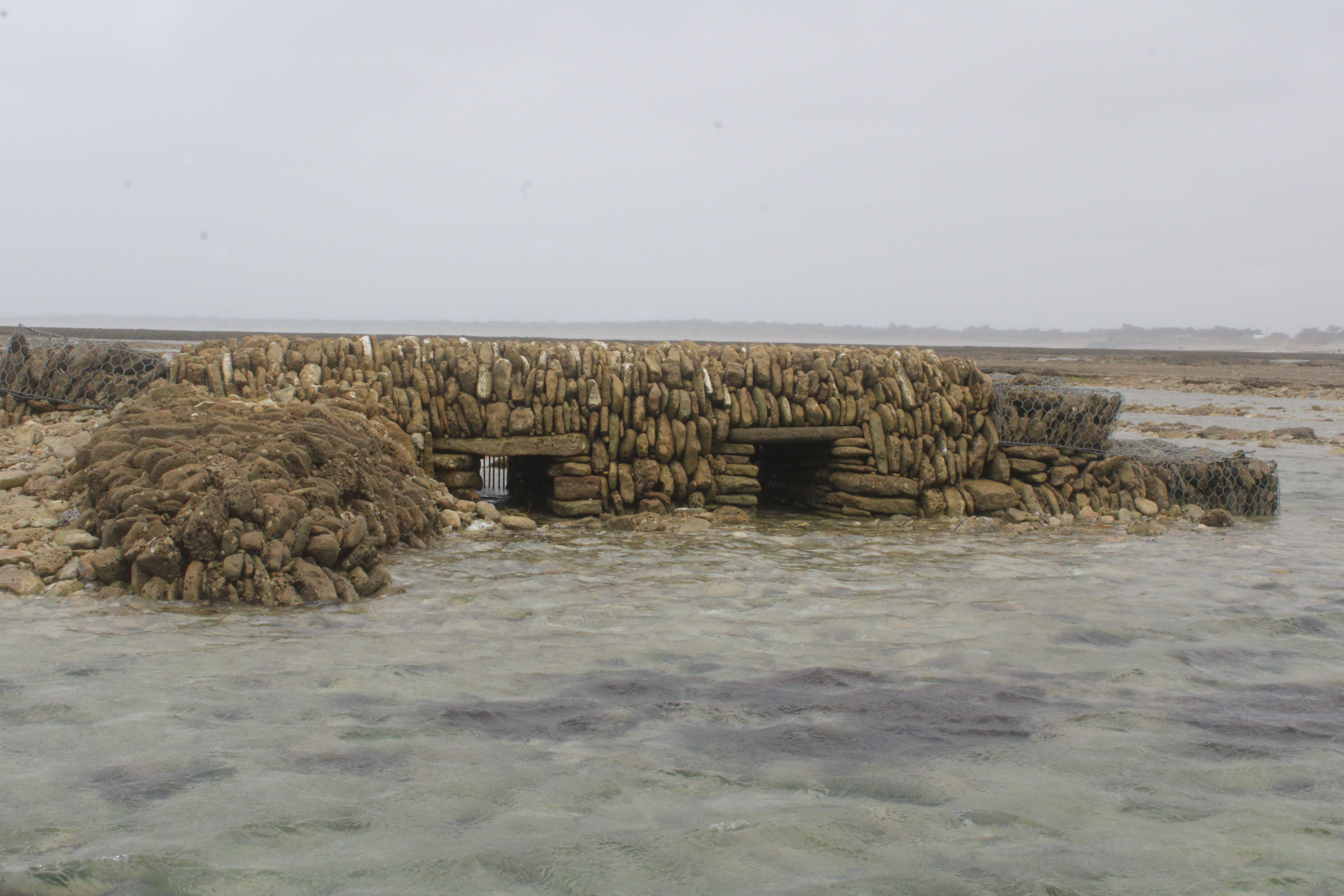
Zwei Durchlässe, daneben rechts eine Schadstelle
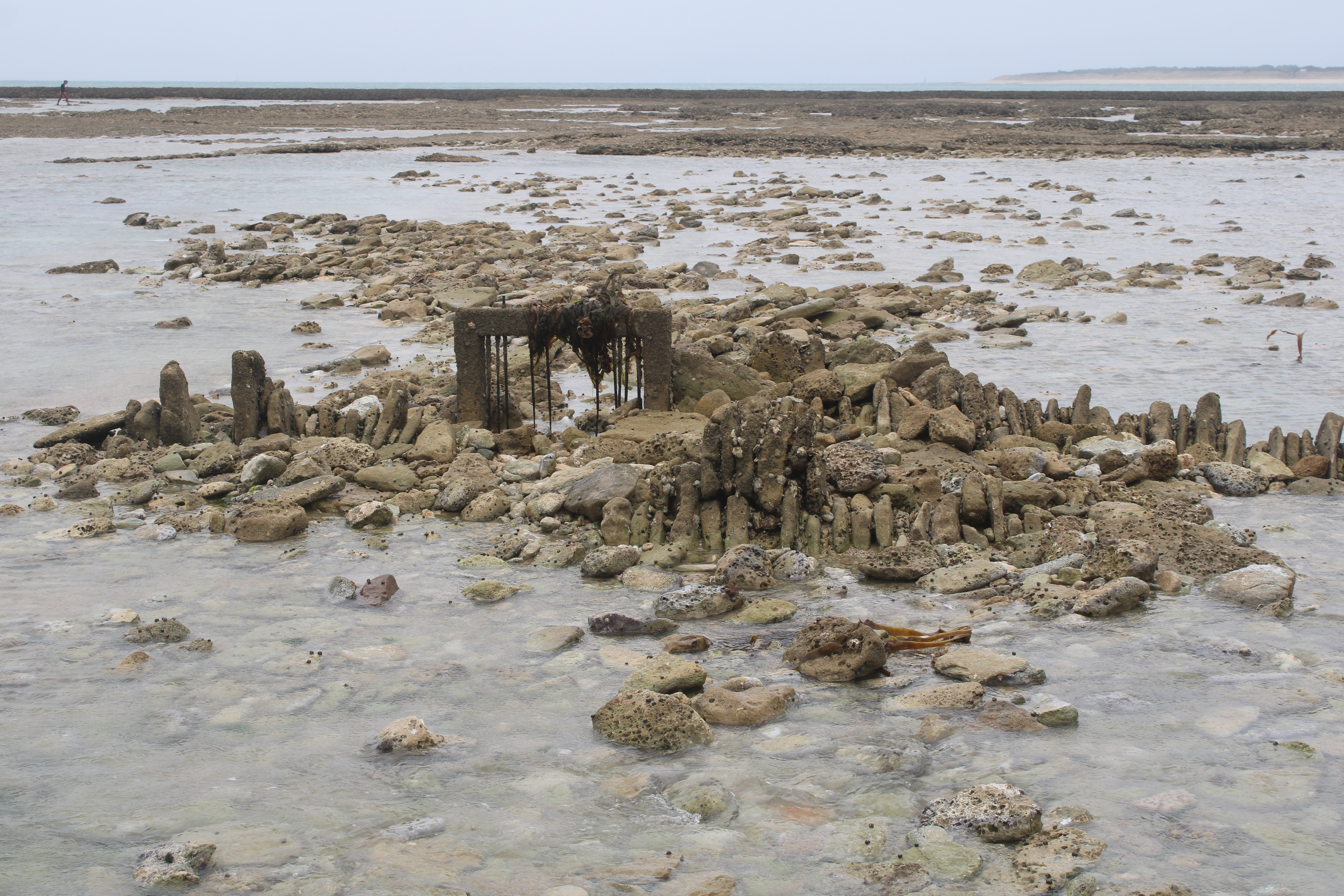
Defektes Fischwehr mit Resten des Walls

## Aktive Anlagen
Es gibt noch 14 aktive Anlagen auf der Île de Ré, die durch Ehrenamtliche unterhalten werden. Jede der Anlagen hat einen Namen:
- La Belle Pointe de Sainte-Marie
- La Brizère de Sainte-Marie de Ré
- La Chiouze des Portes en Ré
- La Foirouse d’Ars en Ré
- La Grande Écluse des Portes en Ré
- La Jalousie de Sainte-Marie de Ré
- La Paillarde de Sainte-Marie de Ré
- La Providence des Portes en Ré
- La Salée de Sainte-Marie de Ré
- La Touche à Tout de Sainte-Marie de Ré
- La Vasouze de Sainte-Marie de Ré
- La Verdonnais de Loix en Ré
- Le Grand-Port de Sainte-Marie de Ré
- Moufette de Saint-Clément-des-Baleines

## Ähnliche Anlagen

### Île d’Oléron
1987 gab es dort noch 90 Fischereiberechtigte, die insgesamt 14 Fischwehre betrieben.
Das Fischwehr von Saint-Georges-d’Oléron mit dem Namen Ecluses à poissons des Sables-Vignier ist ein Kulturdenkmal.

### Île de Noirmoutier
Auf der Insel Île de Noirmoutier gab es zu Beginn des 20. Jahrhunderts 142 Fischwehre. Sie wurden nach und nach aufgegeben, die letzte im Jahr 1986. Ein Gesetz von 1990 untersagte schließlich sogar Unterhalt und Reparatur. Im Rahmen des Denkmalschutzes wurde aber erlaubt, die in der Bucht von La Guerinière gelegene Schleuse Nr. 7 des Fischereikatasters zu restaurieren.

### Restliches Europa

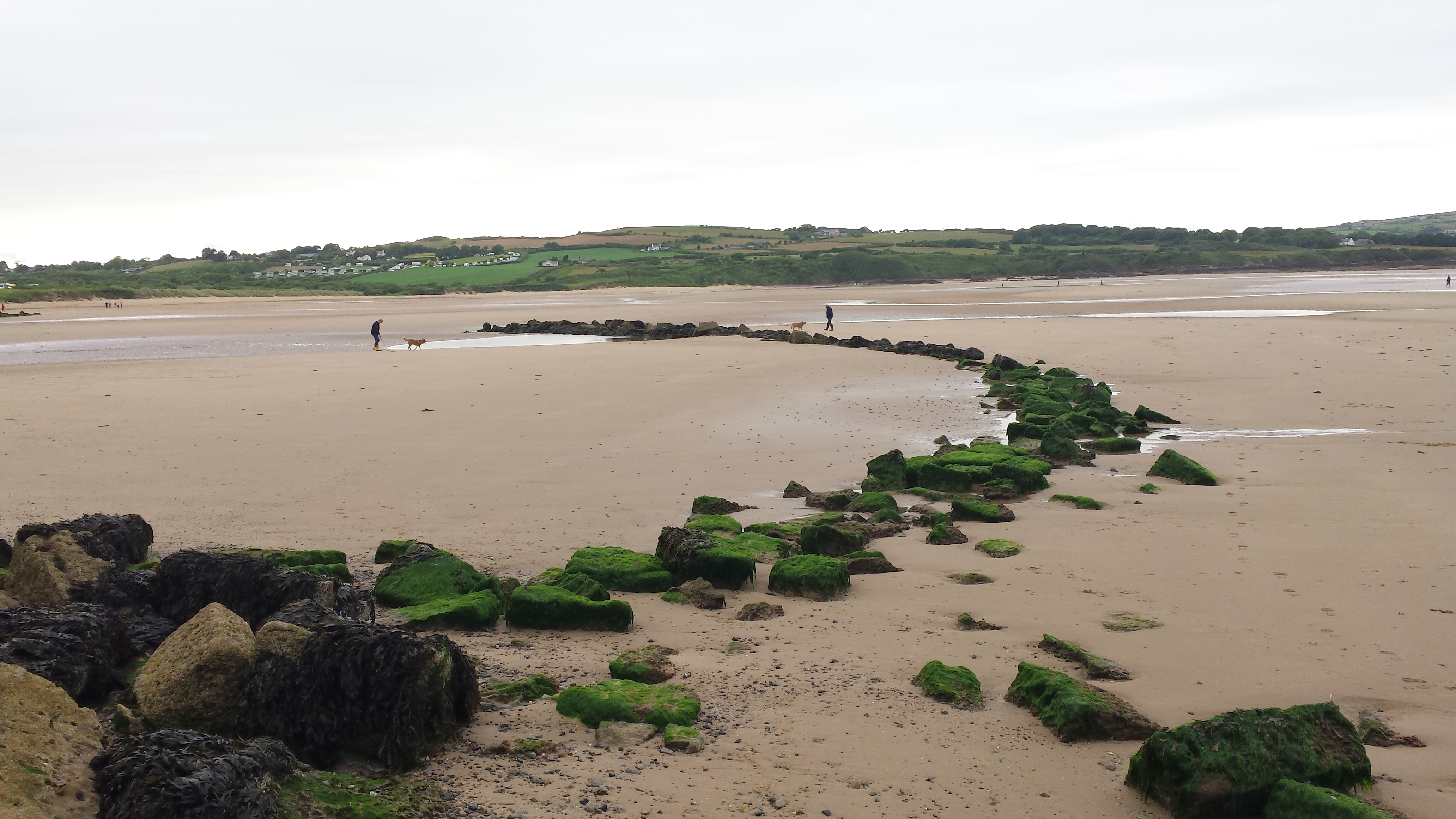
Reste eines mittelalterlichen Fischwehrs auf der Insel Anglesey, seit 2002 Weltkulturerbe

Ähnliche Anlagen sind (oder waren) Fischgärten im Wattenmeer an der Deutschen Nordseeküste, zum Beispiel auf der Insel Föhr, oder Heringszäune an der Ostseeküste. Davon gibt es allerdings europaweit nur noch den Kappelner Heringszaun in der Schlei.